# Liste des ambassadeurs de France aux Kiribati
La représentation diplomatique de la République française aux Kiribati est située à l'ambassade de France à Suva, capitale des Îles Fidji, et son ambassadeur est, depuis 2022, François-Xavier Léger.

## Représentation diplomatique de la France
Anciennement protectorat, puis colonie britannique sous le nom des Îles Gilbert, la république de Kiribati existe sous forme d'État indépendant depuis 1979. C'est en 1982 que l'ambassadeur de France auprès des Fidji a été accrédité pour la première fois auprès des Kiribati.

## Ambassadeurs de France aux Kiribati
| De   | À    | Ambassadeur               | Résidence |
| ---- | ---- | ------------------------- | --------- |
| 1982 | 1984 | Robert Puissant           | Suva      |
| 1984 | 1990 | Daniel Dupont             | Suva      |
| 1990 | 1993 | Henri Jacolin             | Suva      |
| 1993 | 1997 | Jacques-André Costilhes   | Suva      |
| 1997 | 2000 | Michel Jolivet            | Suva      |
| 2000 | 2004 | Jean-Pierre Vidon         | Suva      |
| 2004 | 2006 | Eugène Berg               | Suva      |
| 2006 | 2008 | Jean-François Bouffandeau | Suva      |
| 2008 | 2012 | Michel Monnier            | Suva      |
| 2012 | 2015 | Gilles Montagnier         | Suva      |
| 2015 | 2018 | Michel Djokovic           | Suva      |
| 2018 | 2022 | Sujiro Seam               | Suva      |
| 2022 | auj. | François-Xavier Léger     | Suva      |